# نیازمندی
نیازمندی یا نیاز (به انگلیسی: requirement) در توسعه محصول و بهینه‌سازی فرایند، یک نیاز «فیزیکی یا تابعی» به صورت «سندسازی‌شدهٔ یکتا» است و یک طراحی، محصول یا فرایند خاص، قصد برآورده‌سازی آن را دارد. نیازمندی اغلب در معنی صوری‌اش در طراحی مهندسی استفاده می‌شود، که شامل مهندسی سیستم‌ها، مهندسی نرم‌افزار، یا مهندسی سازمانی است.